# Roses and Tears
Roses and Tears è il decimo album in studio del gruppo folk rock scozzese Capercaillie, pubblicato nel 2008.

## Tracce
1. Him Bo
2. Turan An Ànraidh
3. Don't You Go
4. The Aphrodisiac
5. Barra Clapping Song
6. Seinneam Cliù Nam Fear Ùr
7. Oran Sugraidh
8. The Quimper Waltz
9. Soldier Boy
10. A'racan a Bh'againne
11. Rose Cottage Reels
12. Leodhasach an Tir Chein